# Argument oskudna dizajna
Disteleološki argument ili argument slabog dizajna jest argument protiv Božje egzistencije, preciznije protiv egzistencije Boga Stvoritelja (u smislu Boga koji je izravno stvorio sve životne vrste). Osniva se na sljedećem lančanom razmišljanju:
1. Svemogući, sveznajući, svedobri Stvoritelj Bog stvorio bi organizme koji imaju optimalan dizajn.
2. Organizmi imaju obilježja koja su suboptimalna.
3. Stoga Bog ili nije stvorio ove organizme ili nije svemoguć, sveznajuć i svedobar.

Argument je strukturiran na osnovi modus tollensa: ako "stvaranje" sadrži mnogo defekata, onda dizajn nije prihvatljiva teorija o porijeklu naše egzistencije. Najobičnije se rabi na slab način, no ne kao s ciljem odbacivanjem Božje egzistencije, već radije kao reductio ad absurdum vrlo poznatog argumenta o dizajnu koji ide kako slijedi:
1. Živa su bića predobro dizajnirana da bi mogla nastati slučajno.
2. Stoga je život morao stvoriti inteligentan stvoritelj.
3. Taj je stvoritelj Bog.

Potpuna fraza "argument slabog dizajna" rijetko se rabi u literaturi, no argumenti ovog tipa pojavljivali su se mnogo puta, ponekad navodeći slabi dizajn, a u ostalim slučajevima suboptimalni dizajn, neinteligentni dizajn ili disteleologiju; posljednje označava pojam koji je biolog Ernst Haeckel u 19. stoljeću primijenio na implikacije o organima koji su toliko rudimentarni da su beskorisni za život organizma ( str. 331). Haeckel je u svojoj knjizi Povijesti stvaranja posvetio većinu poglavlja ovom argumentu i završio prijedlogom, možda donekle s podsmijehom, da postavi "teoriju neprikladnosti dijelova u organizmima kao protuhipotezu jednom starijem popularnom učenju o prikladnosti dijelova" ( p. 331). Pojam inkompententni dizajn skovao je Donald Wise s Massachusettsskog sveučilišta u Amherstu da opiše aspekte prirode koje su trenutačno manjkave u dizajnu. Naziv potječe od akronima I. D. i rabi se kao protuteža argumentima za inteligentni dizajn.

## Pregled
"Slabi dizajn" jest konzistentan s predviđanjima znanstvene teorije evolucije putem prirodne selekcije. On predviđa da se obilježja koja su se razvila za određene uporabe, nanovo rabljena ili dodatno odabrana za različite uporabe, ili pak potpuno napuštena; i da suboptimalno stanje nastaje zbog nemogućnosti nasljednog mehanizma da ukloni pojedine rudimente iz evolucijskog procesa.
U pojmovima prilagodbenog krajolika, prirodna selekcija uvijek će gurati "uzbrdo", no vrsta normalno ne može s nižeg vrha doći na viši vrh bez da prođe kroz udolinu.
Argument slabog dizajna jedan je od argumenata koje je rabio Charles Darwin; moderni zagovornici uključuju Stephena Jayja Goulda i Richarda Dawkinsa. Oni tvrde da se takva obilježja mogu objasniti kao posljedica stupnjevite, kumulativne naravi evolucijskog procesa. Teistički evolucionisti općenito odbacuju argument o dizajnu, no i dalje drže do vjerovanja u Božju egzistenciju.

## Više informacija
- atavizam
- rudiment
- maladaptacija
- čovječji rudiment

## Preporučena literatura
- Avise, John C. (2010), Inside the Human Genome: A Case for Non-Intelligent Design, Oxford University Press.  ISBN 0-19-539343-0. (Review)
- Dawkins, Richard (1986). The Blind Watchmaker. ISBN 0-393-30448-5
- Gould, Stephen Jay (1980). The Panda's Thumb: More Reflections in Natural History. ISBN 0-393-30023-4
- Gurney, Peter W.G. 1999. Is our 'inverted' retina really 'bad design'?. Creation Ex Nihilo Technical Journal/TJ. 13 (1): 37–44
- Leonard, P. (1993). "Too much light," New Scientist, 139.
- Martin, B.; Martin, F. 2003. Neither intelligent nor designed. Skeptical Inquirer. 27: 6
- Perakh, Mark Unintelligent Design (ISBN 1-59102-084-0 – prosinac 2003.)
- Williams, Robyn. 1. veljače 2007. Unintelligent Design: Why God Isn't as Smart as She Thinks She Is. Allen & Unwin. ISBN 1-74114-923-1
- Witt, Jonathan. "The Gods Must Be Tidy!", Touchstone, srpanj/kolovoz 2004.
- Woodmorappe, J. (1999). "Why Weren't Plants Created 100% Efficient at Photosynthesis? (OR: Why Aren't Plants Black?)"  Arhivirana inačica izvorne stranice od 9. veljače 2005. (Wayback Machine)
- Woodmorappe, J. (2003). "Pseudogene function: more evidence" Creation Ex Nihilo Technical Journal/TJ 17(2):15?18.

## Vanjske poveznice
- A short interview with prof. Don Wise at Really Magazine (2006)
- Unintelligent Design Network satirično mjesto